# Reno FC

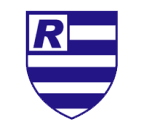
Logo

Reno FC ist ein 1973 gegründeter Fußballverein aus der jamaikanischen Stadt Savanna-la-Mar. Der Verein, der früher in der National Premier League antrat, der höchsten Spielklasse der Jamaica Football Federation, dem nationalen Fußballverband Jamaikas, konnte in seiner Historie bereits dreimal die jamaikanische Meisterschaft gewinnen und wurde darüber hinaus noch dreimal Vizemeister.

## Stadion
Der Verein spielt im Frome Sports Club in Frome. Das Fußballstadion hat eine Kapazität von 2000.

## Erfolge
- National Premier League

Meister: 1989/90, 1990/91, 1994/95